# Saihat
Saihat (arabisch سيهات, DMG Saihāt), auch Sayhat, ist eine Stadt in der Provinz asch-Scharqiyya des Königreichs Saudi-Arabien. Sie liegt an der Küste zum Persischen Golf innerhalb des Verwaltungsbezirks al-Qatif und hatte bei der Volkszählung 2022 knapp 85.000 Einwohner.

## Demografie
Bei der Volkszählung 2022 wurden 84.818 Einwohner in der Stadt gezählt, davon waren knapp 21 Prozent Ausländer und knapp 79 Prozent Saudis.
| Jahr | Einwohnerzahl |
| ---- | ------------- |
| 1992 | 58.060        |
| 2004 | 65.883        |
| 2010 | 75.794        |
| 2022 | 84.818        |

## Infrastruktur
Die Stadt befindet sich am Highway 613, welcher Dhahran mit al-Dschubail verbindet.

## Wirtschaft
Neben der Fischerei ist die Wirtschaft der Stadt auch eng mit der Erdölindustrie in der erdölreichen Provinz asch-Scharqiyya verbunden.

## Sport
Der Sportklub Khaleej Club hat seinen Sitz in der Stadt Saihat. Seine Fußballabteilung spielte 2023 in der Saudi Professional League, der höchsten Spielklasse des Landes.